# Kungsholmenbanan
Kungsholmenbanan eller Kungsholmsbanan var en föreslagen underjordisk järnvägsförbindelse för pendeltåg genom centrala Stockholm. 
Kungsholmenbanan föreslogs flera gånger under andra halvan av 1900-talet som ett sätt att avlasta Stockholms centralstation och den så kallade getingmidjan. För Kungsholmenbanan talade att den skulle avlasta Stockholms cityområde (som vuxit upp kring Stockholm C och T-Centralen) och sprida utbudet av bra kommunikationer till andra delar av innerstaden. Mot banan talade att många resenärer även framgent skulle ha ärenden till cityområdet och att dessa resenärer, i och med att Stockholm C skulle få försämrad turtäthet om vartannat tåg i stället ska trafikera Fridhemsplan och Liljeholmen, skulle få försämrade förbindelser.
Den var tänkt att gå från Älvsjö till Tomteboda via Liljeholmen och Fridhemsplan på Kungsholmen. Omstigning till tunnelbana var tänkt att ske vid stationerna Liljeholmen ("röda" linjen) och Fridhemsplan ("gröna" och "blå" linjen). Vissa förslag omfattade även stationer vid Karlberg eller Odenplan. I Stockholms kommuns program för detaljplan för nordvästra Kungsholmen angavs Stadshagen som stationsläge i stället för Fridhemsplan
Dåvarande Statens Järnvägar och dåvarande Banverket avfärdade flera gånger Kungsholmenbanan i utredningar. I samband med den tillträdande regeringen Reinfeldts ifrågasättande av den projekterade men dyra Citybanan och den snabbutredning av alternativen som regeringen beordrade, och som förordade Citybanan, fördes Kungsholmenbanan åter fram som ett alternativ till Citybanan av Dagens Nyheters ledarsida. Men regeringen beslutade i maj 2007 att genomföra bygget av Citybanan.